# Willem Pleyte
Willem Pleyte (Hillegom, 26 juni 1836 – Leiden, 1 maart 1903) was een Nederlands egyptoloog, oudheidkundige en museumdirecteur.

## Leven en werk
Pleyte studeerde van 1855 tot 1860 theologie aan de Universiteit Utrecht. Hiermee hoopte hij in de voetsporen van zijn vader, de predikant Cornelis Marinus Pleyte, te treden. Toen een beroeping tot predikant op zich liet wachten besloot hij (grotendeels zelfstandig) verder te studeren in de egyptologie. Hierdoor kwam hij in nauw contact met het Rijksmuseum van Oudheden.
Van 1862 tot 1892 verschenen er diverse publicaties van de hand van Willem Pleyte. Op “La religion pré-Israélite; recherches sur le dieu Seth” (1862) kreeg hij veel kritiek, maar hij zette desondanks zijn egyptologische studies voort. In 1868 verscheen zijn “Études Égyptologiques” met een vertaling en commentaar van de hiëratische tekst op de keerzijde van Leidse Papyrus I 348. Deze tekst bestaat uit een verzameling van toverspreuken tegen verschillende ziekten. Ook behandelde Pleyte in dit werk het eerste deel van Dodenboek 125. Hiervoor vergeleek hij een veertigtal papyri in de collecties van Leiden en Parijs met elkaar. Ook de papyri in het Egyptisch Museum in Turijn werden door Pleyte bestudeerd. Met de hulp van de conservator van het museum, Francesco Rossi, vertaalde en publiceerde Pleyte deze papyri in 1869-1876 (Rossi voorzag hem van facsimiles van de Turijnse papyri). In zijn laatste grote werk “Chapitres supplémentaires du Livre des Morts 162-174” (1881-1882) vertaalde en analyseerde hij verschillende delen van het Dodenboek. Ook de ontdekking dat de Leidse Papyrus Bilingue oorspronkelijk één geheel vormde met een papyrus in Londen moet aan Pleyte worden toegeschreven, hoewel niet Pleyte zelf maar professor J.J. Hess uit Freiburg deze ontdekking in 1892 publiceerde.
Begin 1869 solliciteerde Pleyte naar een aanstelling als conservator bij het “Archeologisch Kabinet”, de toenmalige naam van het Rijksmuseum van Oudheden. Vanwege tegenwerking van directeur Conrad Leemans deed hij dit rechtstreeks bij de regering. Leemans was op zoek naar een conservator met een bredere achtergrond. Ondanks deze bezwaren werd Pleyte per 1 februari 1869 aangesteld als conservator; echter niet van de Egyptische oudheden, maar van de Klassieke en Nederlandse afdelingen. Hij werd belast met het correleren van alle voorwerpen in het museum met de oorspronkelijke acquisitiedocumenten. Door deze omvangrijke taak raakte hij goed vertrouwd met de hele collectie en kwam hij tot een betere rangschikking op de afdeling Nederlandse oudheden. Hij verwierf voor het museum veel vondsten uit heel Nederland en deed zelf af en toe opgravingen. Daarnaast hield hij zich bezig met restauratie van museumvoorwerpen en met fotografie, zowel in het museum als erbuiten, met name van de Nederlandse hunebedden.
Vanaf 1877 verscheen Pleytes “Nederlandsche oudheden van de vroegste tijden tot op Karel den Groote”, een omvangrijk werk over de geschiedenis en archeologische vondsten van Nederland, en rijk geïllustreerd met afbeeldingen en foto's van voorwerpen in de collectie van het museum. Een vernieuwend onderdeel was de bijbehorende oudheidkundige kaart, gebaseerd op een geologische kaart. Dit belangrijke overzichtswerk verscheen in afleveringen, geordend naar provincie; de delen over Brabant en Limburg zijn nooit verschenen.
Na Leemans’ pensionering in 1891 volgde Pleyte hem op als directeur en bracht hij vele verbeteringen aan in het museum: hij reorganiseerde de opstelling, creëerde ruimte om te studeren en zorgde voor een aanzienlijke uitbreiding van de bibliotheek.
Niet lang na zijn aanstelling als directeur kreeg Pleyte last van reuma. In januari 1903 vroeg hij zijn ontslag aan. Slechts enkele weken later, op 11 maart, overleed hij op 66-jarige leeftijd. Hij is begraven op Begraafplaats Groenesteeg in Leiden.

## Belangrijke nevenfuncties
In het organisatiecomité van het zesde Internationale Oriëntalistencongres, dat op 10-15 september 1883 in Leiden plaatsvond, vervulde Pleyte de rol van penningmeester.
Naast zijn werk in de Nederlandse oudheidkunde en de egyptologie was Pleyte actief in het maatschappelijk leven en de stadsgeschiedenis van Leiden. 
Als lid van de museumcommissie (1878-1898) van het Stedelijk Museum, dat in 1874 werd geopend in de Leidse Lakenhal, inventariseerde, rangschikte en nummerde hij de stukken in de collectie. Hij bracht twee catalogi uit, in samenwerking met jhr. W.I.C. Rammelman Elsevier en met Paulus du Rieu jr.. 
Pleyte zette zich in voor het behoud van de Morspoort en muurtoren Oostenrijk, die vanwege stadsvernieuwing afgebroken dreigden te worden. Hij bekleedde verschillende openbare functies, waaronder regent van het Heilige Geest of Armen Wees- en Kinderhuis (Hooglandse Kerkgracht 17B), secretaris van de Leidsche Bouwvereeniging, lid van de Maatschappij tot Nut van 't Algemeen en bestuurslid van de Kweekschool voor Bewaarschoolhouderessen (Rapenburg 131), die hij samen met Abraham Rutgers van der Loeff en J.A. van Dijk in 1867 had opgericht.
Pleyte was van 1896 tot 1903 lid van de vijfkoppige Raad van Commissarissen van de N.V. Boekhandel en Drukkerij voorheen E.J. Brill. Zijn zoon Cornelis Marinus Pleyte was enige jaren directeur van uitgeverij Brill.

## Onderscheidingen en lidmaatschappen
De Universiteit Leiden verleende Pleyte in 1875 een eredoctoraat in de Letteren. Op 16 mei 1882 werd hij gekozen tot lid van de Koninklijke Akademie van Wetenschappen. In maart 1871 werd hij ridder in de Orde van de Italiaanse Kroon. Op 31 augustus 1898 werd hij ridder in de Orde van de Nederlandse Leeuw.

## Gezin
Pleyte trouwde op 8 augustus 1862 met Catharina Margaretha Templeman van der Hoeven (23 augustus 1839 – 15 maart 1895). Zij kregen tien kinderen:
- Cornelis Marinus Pleyte (24 juni 1863-22 juli 1917), indoloog en museumconservator
- Thomas Bastiaan Pleyte (23 oktober 1864-25 maart 1926), advocaat en politicus
- Gesina Maria Pleyte (13 oktober 1865-13 januari 1940)
- Margaretha Pleyte (1 mei 1867-25 november 1934)
- Elizabeth Pleyte (10 november 1868-19 maart 1871)
- Pietronella Pleyte (24 februari 1871-16 november 1952)
- Elizabeth Pleyte (29 september 1872)
- Catharina Pleyte (17 februari 1875-14 mei 1940)
- Wilhelmina Pleyte (1878-25 april 1880)
- Anton Marinus Pleyte (28 maart 1882)

## Trivia

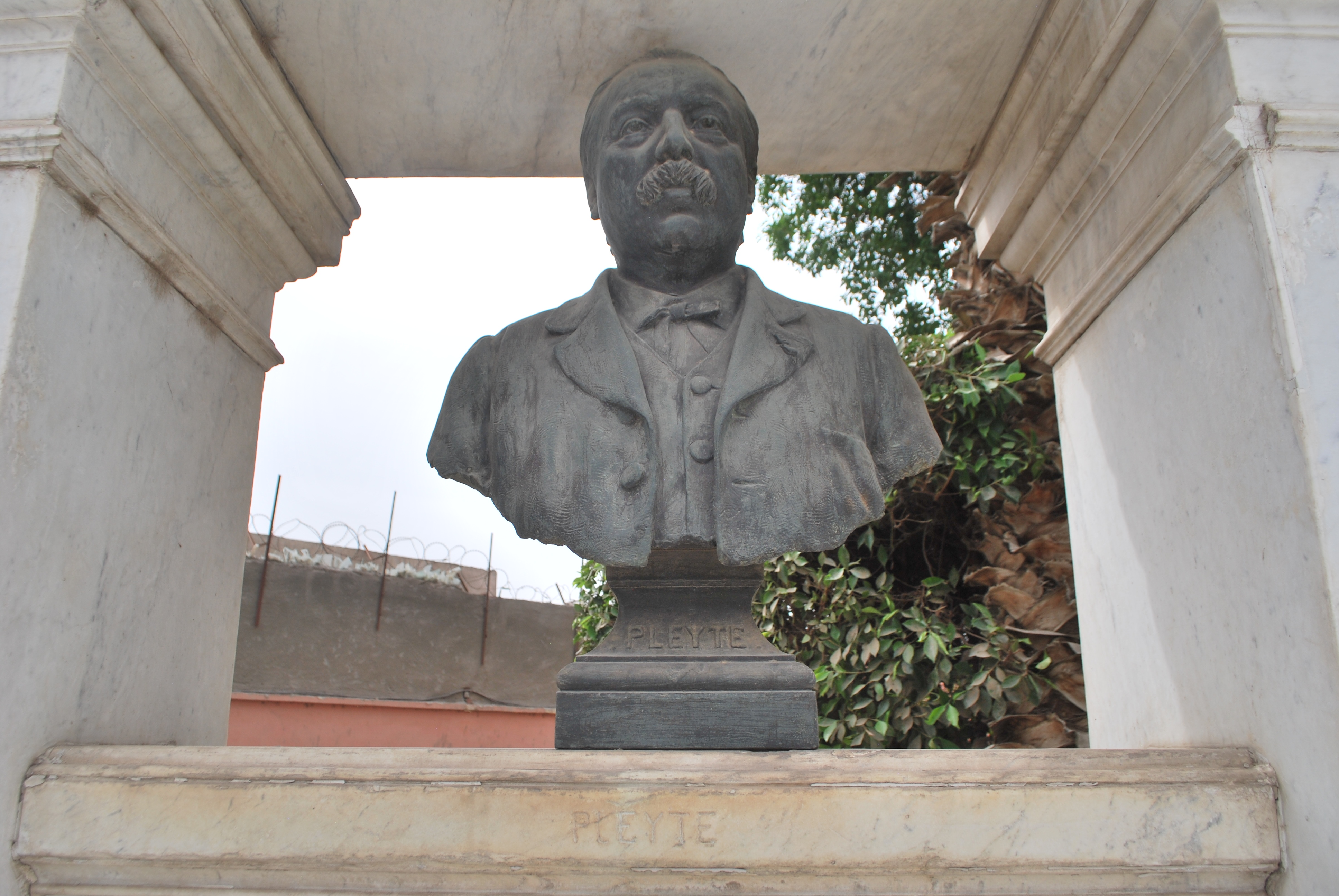
Buste van Willem Pleyte
(grafmonument Auguste Mariette in Cairo)